# Ann Druyan
Ann Druyan, née le 13 juin 1949, est une journaliste, écrivaine, conférencière, réalisatrice et productrice américaine, dernière épouse et veuve de l'astronome et écrivain Carl Sagan. Elle est également impliquée dans des projets de vulgarisation scientifique. Elle est notamment coauteur de la série Cosmos.

## Œuvres et projets
Druyan est l'auteur de Comet et Shadows of Forgotten Ancestors ainsi que de quelques sections de The Demon-Haunted World (en) avec Carl Sagan. Elle a également rédigé la préface de The Cosmic Connection et la postface de Billions and Billions (en) de Sagan. Elle a aussi écrit le roman A Famous Broken Heart.
À la télévision et au cinéma, elle est l'une des scénaristes de la série Cosmos et coproductrice du film Contact. Plus récemment, elle a cofondé la société Cosmos Studios, dont elle est le CEO (directeur général).
En novembre 2006, elle a participé au symposium Beyond Belief: Science, Religion, Reason and Survival.